# Paris, mon petit corps est bien las de ce grand monde
Pour plus de détails, voir Fiche technique et Distribution.
Paris, mon petit corps est bien las de ce grand monde est un film français réalisé par Franssou Prenant et sorti en 2000.

## Fiche technique
- Titre : Paris, mon petit corps est bien las de ce grand monde
- Réalisation : Franssou Prenant
- Scénario : Franssou Prenant
- Adaptation et dialogues : Cécile Vargaftig
- Photographie : Hélène Louvart
- Décors : Louis Soubrier
- Costumes : Bruno Fatalot
- Son : Jérôme Ayasse
- Montage : Jacques Kebadian
- Production : Ognon Pictures
- Producteur : Humbert Balsan
- Pays d'origine :  France
- Durée : 108 minutes
- Date de sortie : France - 7 juin 2000

## Distribution
- Manuel Cedron	: Pierrot
- Cécile Garcia-Fogel : Agathe
- Franssou Prenant
- Eva Ionesco
- Elli Medeiros
- Philippe Pascal
- Serge Avédikian
- Henri Herré

## Sélections
- 1999 : Festival de Locarno (Cinéastes du présent)[1]
- 2000 : Festival international du film de Rotterdam (sélection officielle)[1]